# Hannoverscher Sportverein von 1896 1980-1981
Questa voce raccoglie le informazioni riguardanti l'Hannoverscher Sportverein von 1896 nelle competizioni ufficiali della stagione 1980-1981.

## Stagione
Nella stagione 1980-1981 l'Hannover, allenato da Diethelm Ferner, concluse il campionato di 2. Bundesliga al 4º posto. In Coppa di Germania l'Hannover fu eliminato al secondo turno dal Werder Brema.

## Rosa
| N. |                     | Ruolo | Calciatore         |
| -- | ------------------- | ----- | ------------------ |
|    | Germania (bandiera) | P     | Jürgen Rynio       |
|    | Germania (bandiera) | D     | Peter Anders       |
|    | Germania (bandiera) | D     | Bernd Gorski       |
|    | Germania (bandiera) | D     | Horst Kinkeldey    |
|    | Germania (bandiera) | D     | Gerhard Kleppinger |
|    | Germania (bandiera) | D     | Roland Kosien      |
|    | Germania (bandiera) | D     | Rainer Scholz      |
|    | Germania (bandiera) | D     | Karsten Surmann    |
|    | Germania (bandiera) | D     | Ulf Winskowsky     |

| N. |                     | Ruolo | Calciatore             |
| -- | ------------------- | ----- | ---------------------- |
|    | Germania (bandiera) | C     | Norbert Bebensee       |
|    | Germania (bandiera) | C     | Bernd Dierßen          |
|    | Germania (bandiera) | C     | Heiko Mertes           |
|    | Germania (bandiera) | A     | Frank Hartmann         |
|    | Germania (bandiera) | A     | Peter Hayduk           |
|    | Germania (bandiera) | A     | Karl-Heinz Mrosko      |
|    | Senegal (bandiera)  | A     | George Sagna           |
|    | Germania (bandiera) | A     | Dieter Schatzschneider |

## Organigramma societario
Area tecnica
- Allenatore: Diethelm Ferner
- Allenatore in seconda:
- Preparatore dei portieri:
- Preparatori atletici:

## Calciomercato

### Sessione estiva
| Acquisti | Acquisti           | Acquisti         | Acquisti |
| R.       | Nome               | da               | Modalità |
| -------- | ------------------ | ---------------- | -------- |
| C        | Norbert Bebensee   | Arminia Hannover |          |
| C        | Bernd Dierßen      | Arminia Hannover |          |
| A        | Frank Hartmann     | Havelse          |          |
| D        | Gerhard Kleppinger | Darmstadt        |          |
| D        | Roland Kosien      | DSC Wanne-Eickel |          |

| Cessioni | Cessioni          | Cessioni         | Cessioni |
| R.       | Nome              | a                | Modalità |
| -------- | ----------------- | ---------------- | -------- |
| A        | Uwe Puppel        | OSV Hannover     |          |
| C        | Hans-Georg Kulik  | OSV Hannover     |          |
| C        | Jürgen Stoffregen | Havelse          |          |
| A        | Günter Volkmer    | Arminia Hannover |          |

### Sessione invernale
| Acquisti | Acquisti | Acquisti | Acquisti |
| R.       | Nome     | da       | Modalità |
| -------- | -------- | -------- | -------- |

| Cessioni | Cessioni        | Cessioni  | Cessioni |
| R.       | Nome            | a         | Modalità |
| -------- | --------------- | --------- | -------- |
| D        | Georg Damjanoff | Oldenburg |          |

## Risultati

### 2. Bundesliga

#### Girone di andata
| Arbitro: | Pauly |

|               |           |                       |
| Hünerlage 60’ | Marcatori | 49’ Kosien 72’ Hayduk |

| Arbitro: | Waltert |

|                     |           |               |
| Schatzschneider 40’ | Marcatori | 67’ Rogoznica |

| Arbitro: | Assenmacher |

|  |           |                                |
|  | Marcatori | 62’ Hayduk 84’ Schatzschneider |

| Arbitro: | Ohmsen |

|           |           |               |
| Mertes 9’ | Marcatori | 14’ Montelett |

| Arbitro: | Kohnen |

|                              |           |                          |
| Karadžić 39’ Stolzenburg 84’ | Marcatori | 21’, 43’ Schatzschneider |

| Arbitro: | Glasneck |

|                                                   |           |                                            |
| Schatzschneider 28’ (rig.) Dierßen 44’ Mertes 66’ | Marcatori | 12’ Specht 55’ Osterkamp 84’ (rig.) Darsow |

| Colonia 6 settembre 1980 7ª giornata | Viktoria Colonia | 0 – 0 referto | Hannover 96 | Sportpark Höhenberg (2 500 spett.)\| Arbitro: \| Reichmann \| |
| Arbitro:                             | Reichmann        |               |             |                                                               |

| Arbitro: | Osmers |

|                                          |           |  |
| Mertes 18’ Schatzschneider 26’, 31’, 81’ | Marcatori |  |

| Arbitro: | Gabor |

|               |           |             |
| Kehr 51’, 61’ | Marcatori | 65’ Dierßen |

| Arbitro: | Ahlenfelder |

|              |           |            |
| Bebensee 68’ | Marcatori | 33’ Geiger |

| Arbitro: | Malbranc |

|  |           |                       |
|  | Marcatori | 28’ Anders 89’ Mertes |

| Arbitro: | Wahmann |

|                                            |           |               |
| Schatzschneider 6’ Gorski 53’ Hartmann 85’ | Marcatori | 32’ Jochimiak |

| Oer-Erkenschwick 11 ottobre 1980 13ª giornata | Erkenschwick | 0 – 0 referto | Hannover 96 | Stimbergstadion (3 500 spett.)\| Arbitro: \| Diekert \| |
| Arbitro:                                      | Diekert      |               |             |                                                         |

| Arbitro: | Holzweißig |

|                                  |           |                                   |
| Kleppinger 63’ (rig.) Mrosko 74’ | Marcatori | 14’ Lenz 60’ Seegler 82’ Dzieciol |

| Arbitro: | Eschweiler |

|             |           |            |
| Leifken 27’ | Marcatori | 69’ Mrosko |

| Arbitro: | Burgers |

|                |           |           |
| Kleppinger 45’ | Marcatori | 63’ Brück |

| Arbitro: | Horeis |

|            |           |           |
| Herget 13’ | Marcatori | 3’ Mrosko |

| Arbitro: | Zimmermann |

|                                              |           |                 |
| Kleppinger 50’ (rig.) Dierßen 68’ Mertes 79’ | Marcatori | 6’, 89’ Pallaks |

| Arbitro: | Hennig |

|                                   |           |  |
| Konschal 20’ Bracht 46’ Otten 63’ | Marcatori |  |

| Arbitro: | Wippker |

|                                |           |  |
| Mertes 43’ Schatzschneider 61’ | Marcatori |  |

| Arbitro: | Kautschor |

|              |           |                                                             |
| Dybowski 43’ | Marcatori | 38’ (aut.) Bohne 54’ Gorski 71’ Dierßen 90’ Schatzschneider |

#### Girone di ritorno
| Arbitro: | Kopka |

|                       |           |            |
| Kleppinger 62’ (rig.) | Marcatori | 50’ Kunkel |

| Osnabrück 10 gennaio 1981 23ª giornata | Osnabrück | 0 – 0 referto | Hannover 96 | Stadion an der Bremer Brücke (8 100 spett.)\| Arbitro: \| Welling \| |
| Arbitro:                               | Welling   |               |             |                                                                      |

| Arbitro: | Mölm |

|                                                                   |           |                           |
| Kleppinger 15’, 69’ Schatzschneider 27’, 35’, 66’ Gorski 44’, 54’ | Marcatori | 49’ (rig.) Wolf 90’ Allig |

| Arbitro: | Wuttke |

|            |           |              |
| Helmes 26’ | Marcatori | 61’ Bebensee |

| Arbitro: | Eschenbach |

|             |           |            |
| Dierßen 44’ | Marcatori | 81’ Wolter |

| Arbitro: | Wichmann |

|               |           |                                   |
| Montelett 88’ | Marcatori | 34’ Dierßen 81’ (rig.) Kleppinger |

| Arbitro: | Schütte |

|                                                     |           |  |
| Schatzschneider 35’, 45’ Dierßen 51’ Kleppinger 72’ | Marcatori |  |

| Arbitro: | Reichmann |

|                           |           |  |
| Gede 17’, 42’ Mödrath 90’ | Marcatori |  |

| Arbitro: | Uhlig |

|                          |           |           |
| Schatzschneider 38’, 80’ | Marcatori | 68’ Runge |

| Arbitro: | Pauly |

|                         |           |  |
| Worm 49’ Tripbacher 65’ | Marcatori |  |

| Arbitro: | Wuttke |

|                                                        |           |                                |
| Mertes 8’ Schatzschneider 25’, 89’ (rig.) Bebensee 32’ | Marcatori | 14’ Meisner 62’ (rig.) Bartels |

| Arbitro: | Meijerink |

|  |           |                               |
|  | Marcatori | 2’ Mertes 72’ Schatzschneider |

| Arbitro: | Barnick |

|                                                                |           |                 |
| Schatzschneider 12’, 16’, 27’, 32’ Kleppinger 42’ Bebensee 53’ | Marcatori | 66’ Eigenwillig |

| Arbitro: | Fiene |

|              |           |            |
| Krumbein 10’ | Marcatori | 31’ Mrosko |

| Arbitro: | Osmers |

|                                               |           |                              |
| Schatzschneider 7’, 65’ Kleppinger 85’ (rig.) | Marcatori | 60’ Sandhowe 68’ Vittinghoff |

| Arbitro: | Eschweiler |

|               |           |  |
| Killmaier 66’ | Marcatori |  |

| Arbitro: | Kasperowski |

|                                       |           |              |
| Gorski 25’ Mrosko 63’ Hayduk 80’, 89’ | Marcatori | 85’ Kaminsky |

| Arbitro: | Burgers |

|  |           |                         |
|  | Marcatori | 53’ Hayduk 90’ Bebensee |

| Hannover 9 maggio 1981 40ª giornata | Hannover 96 | 0 – 0 referto | Werder Brema | Niedersachsenstadion (19 100 spett.)\| Arbitro: \| Kautschor \| |
| Arbitro:                            | Kautschor   |               |              |                                                                 |

| Arbitro: | Kespohl |

|                                                             |           |                                    |
| Hayduk 8’, 88’ Kleppinger 64’ (rig.) Sagna 65’ Bebensee 75’ | Marcatori | 40’ Schilling 81’, 88’ Stolzenburg |

| Arbitro: | Hennig |

|                          |           |                                                                             |
| Osterkamp 10’ Specht 11’ | Marcatori | 31’ (rig.) Kleppinger 36’, 77’ Surmann 59’ Hayduk 67’, 78’ Sagna 87’ Scholz |

### Coppa di Germania
| Arbitro: | Umbach |

|                                                                                           |           |              |
| Schatzschneider 39’ (rig.), 50’, 55’, 71’ Mertes 62’ Kinkeldey 65’ Sagna 66’ Bebensee 78’ | Marcatori | 44’ Klapecki |

| Arbitro: | Meijerink |

|                                                                |           |                                                                |
| Schatzschneider 12’ (rig.), 114’ Dierßen 18’, 117’ Mrosko 107’ | Marcatori | 19’ Möhlmann 64’ Fichtel 92’ Kostedde 109’ Otten 120’ Reinders |

| Arbitro: | Malbranc |

|              |           |  |
| Möhlmann 84’ | Marcatori |  |

## Statistiche

### Statistiche di squadra
| Competizione      | Punti | In casa | In casa | In casa | In casa | In casa | In casa | In trasferta | In trasferta | In trasferta | In trasferta | In trasferta | In trasferta | Totale | Totale | Totale | Totale | Totale | Totale | DR  |
| Competizione      | Punti | G       | V       | N       | P       | Gf      | Gs      | G            | V            | N            | P            | Gf           | Gs           | G      | V      | N      | P      | Gf     | Gs     | DR  |
| ----------------- | ----- | ------- | ------- | ------- | ------- | ------- | ------- | ------------ | ------------ | ------------ | ------------ | ------------ | ------------ | ------ | ------ | ------ | ------ | ------ | ------ | --- |
| 2. Bundesliga     | 56    | 21      | 12      | 8       | 1       | 58      | 27      | 21           | 8            | 8            | 5            | 30           | 22           | 42     | 20     | 16     | 6      | 88     | 49     | +39 |
| Coppa di Germania | -     | 2       | 1       | 1       | 0       | 13      | 6       | 1            | 0            | 0            | 1            | 0            | 1            | 3      | 1      | 1      | 1      | 13     | 7      | +6  |
| Totale            | 56    | 23      | 13      | 9       | 1       | 71      | 33      | 22           | 8            | 8            | 6            | 30           | 23           | 45     | 21     | 17     | 7      | 101    | 56     | +45 |

### Andamento in campionato
| Giornata  | 1 | 2 | 3 | 4 | 5 | 6 | 7 | 8 | 9 | 10 | 11 | 12 | 13 | 14 | 15 | 16 | 17 | 18 | 19 | 20 | 21 | 22 | 23 | 24 | 25 | 26 | 27 | 28 | 29 | 30 | 31 | 32 | 33 | 34 | 35 | 36 | 37 | 38 | 39 | 40 | 41 | 42 |
| --------- | - | - | - | - | - | - | - | - | - | -- | -- | -- | -- | -- | -- | -- | -- | -- | -- | -- | -- | -- | -- | -- | -- | -- | -- | -- | -- | -- | -- | -- | -- | -- | -- | -- | -- | -- | -- | -- | -- | -- |
| Luogo     | T | C | T | C | T | C | T | C | T | C  | T  | C  | T  | C  | T  | C  | T  | C  | T  | C  | T  | C  | T  | C  | T  | C  | T  | C  | T  | C  | T  | C  | T  | C  | T  | C  | T  | C  | T  | C  | C  | T  |
| Risultato | V | N | V | N | N | N | N | V | P | N  | V  | V  | N  | P  | N  | N  | N  | V  | P  | V  | V  | N  | N  | V  | N  | N  | V  | V  | P  | V  | P  | V  | V  | V  | N  | V  | P  | V  | V  | N  | V  | V  |
| Posizione | 6 | 4 | 2 | 5 | 5 | 6 | 7 | 4 | 7 | 8  | 7  | 6  | 6  | 7  | 7  | 7  | 7  | 6  | 8  | 8  | 7  | 7  | 7  | 7  | 7  | 7  | 6  | 5  | 7  | 7  | 7  | 7  | 5  | 5  | 6  | 5  | 6  | 5  | 5  | 5  | 4  | 4  |

Legenda:

Luogo: C = Casa; T = Trasferta. Risultato: V = Vittoria; N = Pareggio; P = Sconfitta.

### Statistiche dei giocatori
| Giocatore          | 2. Bundesliga | 2. Bundesliga | 2. Bundesliga | 2. Bundesliga | Coppa di Germania | Coppa di Germania | Coppa di Germania | Coppa di Germania | Totale   | Totale | Totale      | Totale     |
| Giocatore          | Presenze      | Reti          | Ammonizioni   | Espulsioni    | Presenze          | Reti              | Ammonizioni       | Espulsioni        | Presenze | Reti   | Ammonizioni | Espulsioni |
| ------------------ | ------------- | ------------- | ------------- | ------------- | ----------------- | ----------------- | ----------------- | ----------------- | -------- | ------ | ----------- | ---------- |
| P. Anders          | 40            | 1             | 2             | 0             | 3                 | 0                 | 0                 | 0                 | 43       | 1      | 2           | 0          |
| N. Bebensee        | 35            | 6             | 7             | 0             | 2                 | 1                 | 1                 | 0                 | 37       | 7      | 8           | 0          |
| G. Damjanoff       | 7             | 0             | 0             | 0             | 1                 | 0                 | 0                 | 0                 | 8        | 0      | 0           | 0          |
| B. Dierßen         | 41            | 7             | 4             | 0             | 3                 | 2                 | 0                 | 0                 | 44       | 9      | 4           | 0          |
| B. Gorski          | 36            | 5             | 3             | 0             | 3                 | 0                 | 0                 | 0                 | 39       | 5      | 3           | 0          |
| F. Hartmann        | 19            | 1             | 2             | 0             | 2                 | 0                 | 0                 | 0                 | 21       | 1      | 2           | 0          |
| P. Hayduk          | 37            | 8             | 0             | 0             | 1                 | 0                 | 0                 | 0                 | 38       | 8      | 0           | 0          |
| H. Kinkeldey       | 25            | 0             | 2             | 0             | 2                 | 1                 | 0                 | 0                 | 27       | 1      | 2           | 0          |
| G. Kleppinger      | 42            | 12            | 2             | 0             | 3                 | 0                 | 1                 | 0                 | 45       | 12     | 3           | 0          |
| R. Kosien          | 24            | 1             | 1             | 0             | 1                 | 0                 | 0                 | 0                 | 25       | 1      | 1           | 0          |
| H. Mertes          | 33            | 8             | 1             | 0             | 2                 | 1                 | 0                 | 0                 | 35       | 9      | 1           | 0          |
| K. Mrosko          | 32            | 5             | 7             | 0             | 3                 | 1                 | 0                 | 0                 | 35       | 6      | 7           | 0          |
| U. Puppel          | 0             | 0             | 0             | 0             | 1                 | 0                 | 0                 | 0                 | 1        | 0      | 0           | 0          |
| J. Rynio           | 42            | 0             | 1             | 0             | 3                 | 0                 | 0                 | 0                 | 45       | 0      | 1           | 0          |
| G. Sagna           | 4             | 3             | 0             | 0             | 2                 | 1                 | 0                 | 0                 | 6        | 4      | 0           | 0          |
| D. Schatzschneider | 34            | 27            | 7             | 0             | 3                 | 6                 | 1                 | 0                 | 37       | 33     | 8           | 0          |
| R. Scholz          | 34            | 1             | 1             | 0             | 2                 | 0                 | 0                 | 0                 | 36       | 1      | 1           | 0          |
| K. Surmann         | 28            | 2             | 0             | 0             | 1                 | 0                 | 0                 | 0                 | 29       | 2      | 0           | 0          |
| U. Winskowsky      | 28            | 0             | 3             | 0             | 1                 | 0                 | 1                 | 0                 | 29       | 0      | 4           | 0          |